# بحر ماري فريغوريس

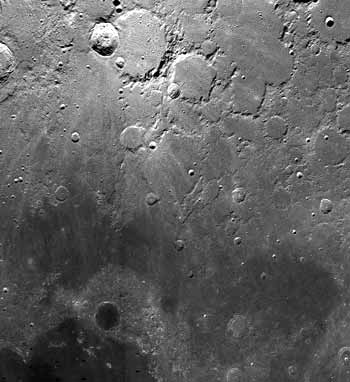
بحر ماري فريغوريس هي المنطقة الرمادية في أسفل الصورة

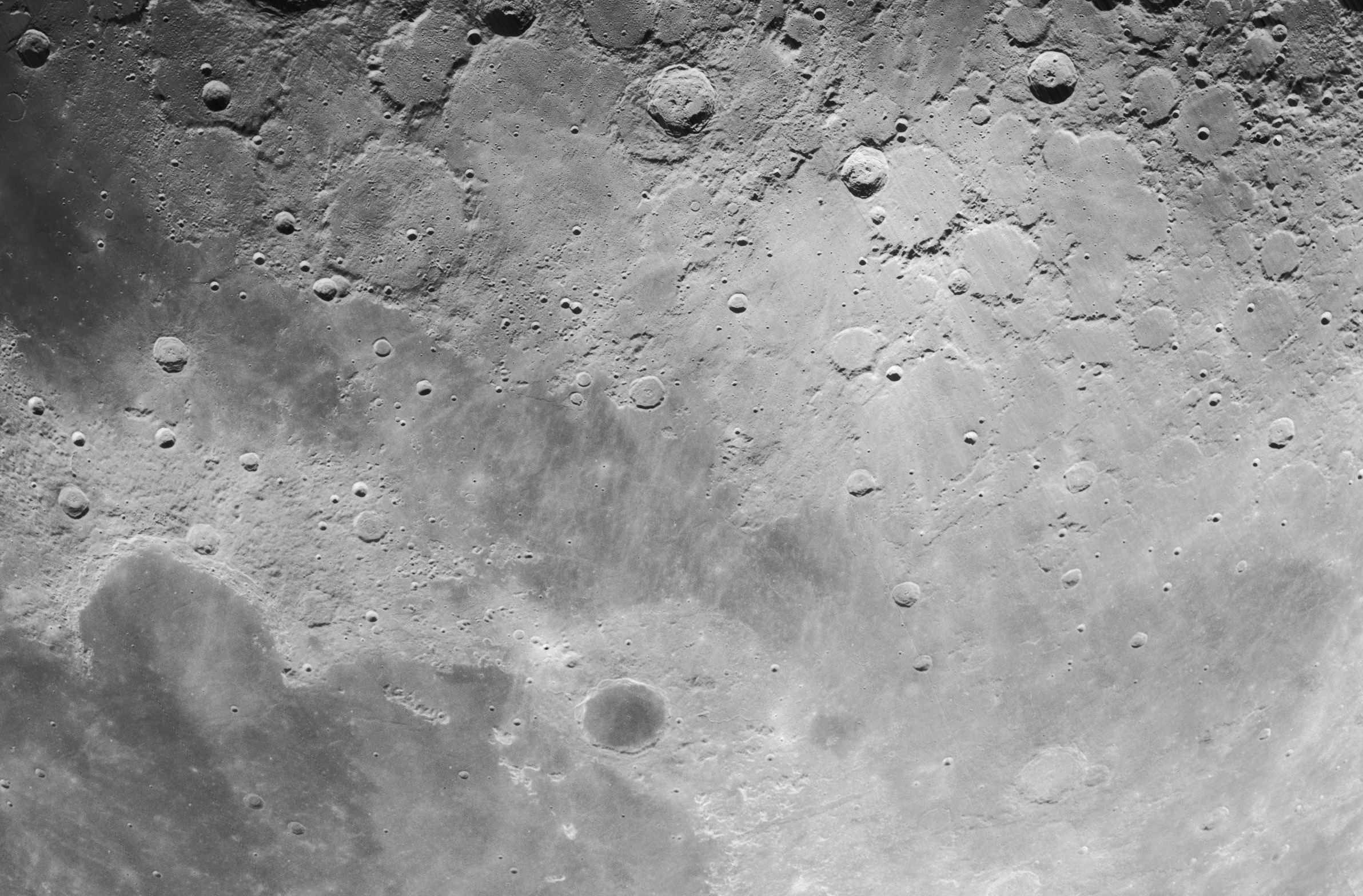
صورة مقربة لبحر ماري فريغوريس

بحار القمر

ماري فريغوريس (56.0°N 1.4°E) (بحر البرد) هو بحر قمري يقع في أقصى الجانب الشمالي من سطح القمر. تقع في الحلقات الخارجية لبحر محيط العواصف، شمال بحر الأمطار تماما، ويمتد شرقا إلى أن يصل إلى شمال بحر الصفاء. يقع بحر ماري فريغوريس شمال فوهة أفلاطون السوداء. 

## الوصف

### الجيولوجيا
ترجع المادة المحيطه با البحر إلى الحقبة الإمبرية المبكرة، بينما المادة الموجدة في الجزء الشرقي من الفوهة ترجع إلى الحقبة الإمبرية المتأخرة، في حين أن المادة الموجوده في الجانب الغربي ترجع إلى العصر الإراتوستينياني.
يبلغ قطر البحر حوالي 1,446 كم.

### التاريخ
تعتبر الصور الملتقطة بواسطة المراكب الفضائية المرسلة في بعثات لونا في فترة الخمسينات وفي المسبار المرسل من قبل وكالة ناسا ورحلات أبولو في فترة الستينات والسبعينات هي السبب الرئيسي لدراسة بيئة وظروف هذا البحر. في ديسمبر 1992، أخذت مركبة الفضاء غاليليو صورة للبحر أثناء عودتها من القمر بواسطه فلتر بنفسجي. ظهرت هذه الصورة للعامه في يوم 31 يوليو بعنوان القمر البنفسجي.

### الأسماء
لم يستقر علماء الفلك على اسم ماري فريغوريس إلا من فترة قريبة. فقد تمت تسميتها قبل ذلك بالعديد من الأسماء. فهي مثل العديد من البحار الموجودة على سطح القمر، والتي تمت تسميتها من قبل جيوفاني باتيستا ريتشيولي، صاحب نظام التسمية 1651 الموحد والمعتمد. قبل ذلك، أدرجها وليام جيلبرت ضمن جزيرة إنسولا بورياليس ("الجزيرة الشمالية") في خريطته التي نشرها عام 1600، بينما اسمها مايكل فان لانجرين باسم أسترونوميكوم والذي يعني "بحر الفلك" في خريطته التي نشرها عام 1645. في حين أطلق عليها بيير جاسندي بوريوم مار (بحر الشمال).

### في الثقافة الشعبية
ظهرت هذه المنطة من سطح القمر بارزة في "بهيموث"، الحلقة الثانيبة من سلسلة الخيال العلمي مونباس 3، المذاعه على شبكة بي بي سي عام 1973. 

## وصلات خارجية
- بحار القمر